# Yuri Kutsenko
Yuri Kutsenko (Tavrovo, 5 de marzo de 1952-Bélgorod, 22 de mayo de 2018) fue un atleta ruso especializado en la prueba de decatlón en la que llegó a ser subcampeón olímpico en 1980.

## Carrera deportiva
En los JJ. OO. de Moscú 1980 ganó la medalla de plata en la competición de decatlón, con una puntuación de 8331 puntos, tras el británico Daley Thompson y por delante del soviético Serguéi Zhelánov.